# 陆军第二十三镇
陆军第二十三镇，清朝末年军队现代化改革之后的新军编制之一，相当于现在的师的规模。第二十三镇驻吉林省。辛亥革命时，其统制是孟恩远，是袁世凯北洋系嫡系，听从袁世凯。